# باشگاه فوتبال روان باکو
باشگاه فوتبال روان باکو (به ترکی آذربایجانی: Rəvan Bakı Futbol Klubu) از باشگاه‌های فوتبال آذربایجانی است که در سال ۲۰۰۹ در شهر باکو تأسیس شده‌است و هم‌اکنون در لیگ برتر فوتبال جمهوری آذربایجان بازی می‌کند. ورزشگاه بایئل و ورزشگاه دالغا آرنا محل انجام بازی‌های خانگی این تیم می‌باشد.